# نقطه اشتعال
نقطهٔ اشتعال یا درخش (به انگلیسی: Flash point) پایین‌ترین درجهٔ دمایی است که در آن از ماده، بخاری قابل احتراق ساطع می‌شود. اندازه‌گیری نقطهٔ اشتعال نیازمند یک منبع احتراق است. با خارج کردن منبع احتراق از محل، بخار یادشده آتش نخواهد گرفت. نقطهٔ احتراق نیز پایین‌ترین دمایی است که در آن از ماده بخاری قابل احتراق ساطع می‌شود و حداقل برای پنج ثانیه می‌سوزد.
نبایستی نقطهٔ اشتعال را با دمای خودآتشگیری اشتباه گرفت. در دمای خودآتشگیری نیازی به منبع احتراق وجود ندارد. نقطه احتراق، دمای بالاتری است که در آن بخار پس از احتراق به سوختن ادامه می‌دهد. نه نقطهٔ اشتعال و نه نقطه احتراق، به دمای منبع احتراق که بسیار بالاتر است وابسته نیستند.
از نقطهٔ اشتعال به عنوان ویژگی توصیفی مواد سوختنی مایع استفاده شده و از آن به جهت توصیف خطرات اشتعال پذیری مایعات استفاده می‌کنند. نقطهٔ اشتعال هم به مایعات قابل اشتعال و هم به مایعات قابل احتراق اشاره دارد؛ و برای هرکدام استانداردهای متفاوتی تعریف شده‌است. مایعاتی با نقطهٔ اشتعال کمتر از ۵/۶۰ درجه سانتی‌گراد، بسته به استانداردی که اعمال می‌گردد قابل اشتعال، و مایعاتی با نقطهٔ اشتعال بالای این دما قابل احتراق تلقی می‌گردند.

## مکانیسم
هر مایعی دارای فشار بخار است که تابع دمای آن مایع است. هرچه دما افزایش یابد فشار بخار نیز افزایش می‌یابد. هرچه میزان فشار بخار افزایش یابد تراکم بخار مایع قابل اشتعال، افزایش می‌یابد. از این رو دما تعیین‌کنندهٔ میزان تراکم بخار مایع قابل اشتعال در هوا است.
تراکم معینی از بخار موجود در هوا جهت پایداری احتراق الزامی است و این تراکم برای هر مایع قابل اشتعالی متفاوت است. نقطهٔ اشتعال یک مایع قابل اشتعال، پایین‌ترین درجه‌ای است که در آن بخار قابل اشتعال به حد کافی برای احتراق، به‌وسیلهٔ منبع احتراق، موجود است.

## اندازه‌گیری
اندازه‌گیری نقطهٔ اشتعال به دو صورت اصلی انجام می‌شود:
اوپن کاپ (فلش باز) و کلوزد کاپ (فلش بسته)
در تجهیزات اوپن کاپ نمونه را درون ظرف سربازی ریخته حرارت می‌دهند و هر چند درجه یکبار، شعله‌ای را از روی سطح آن عبور می‌دهند. نقطهٔ اشتعال اندازه گرفته شده در حقیقت با تغییر ارتفاع شعله از سطح مایع متفاوت خواهد شد و در ارتفاع مناسب اغلب هم‌زمان با نقطهٔ اشتعال رخ می‌دهد. معروف‌ترین نمونهٔ این آزمایش‌ها، اوپن کاپ کلیولند (COC) است.
دو نوع تستر «کلوزد کاپ» داریم: ناموازن همانند پنسکی – مارتنز که دمای بخار روی سطح مایع با دمای خود مایع در تراز نیست و موازن همانند اسمال اسکیل (که به ستافلش نیز معروف است) که بخار، هم‌دما با مایع تصور می‌شود. در هر دوی این روش‌ها منبع احتراق را در فضای دربسته‌ای که مایع را در آن ریخته‌اند مهیا می‌کنند. در حالت عادی تسترهای کلوزد کاپ مقادیر پایین‌تری را نسبت به نوع اوپن کاپ نشان می‌دهند. (نوعاً بین ۵ تا ۱۰ درجهٔ سانتی‌گراد) و تخمین دقیق‌تری از دمایی که فشار بخار به پایین‌ترین حد اشتعال‌پذیری (LFL) خود می‌رسد ارائه می‌کند.
نقطهٔ اشتعال، بیشتر یک مقیاس تجربی و عملی است تا این‌که یک پارامتر فیزیکی اساسی باشد. مقدار اندازه‌گیری‌شده بسته به نوع دستگاه و گوناگونی پروتکل‌ها شامل کاهش و افزایش دما (در تسترهای خودکار)، زمان تخصیص داده شده برای هم‌دما شدن بخار و مایع، حجم نمونه و حتی هم زدن آن، نتیجه‌های متفاوتی خواهد داشت. «ATEX directive» سه آستانهٔ خطر که در آن‌ها بخار احتراق می‌یابد را به‌طور کلی توصیف می‌نماید.
روش‌های تعیین نقطهٔ اشتعال یک مایع در استانداردهای بسیاری تصریح شده‌است. به عنوان مثال تست کردن به روش پنسکی – مارتنز کلوزد کاپ در ASTM D93, IP34, ISO 2719, DIN 51758, JIS K2265 and AFNOR M07-019 به تفصیل شرح داده شده‌است. تعیین نقطهٔ اشتعال به روش اسمال اسکیل کلوزد کاپ در ASTM D3828 and D3278, EN ISO 3679 and 3680, and IP 523 and 524 با جزئیات کامل آورده شده‌است.

## مثال‌ها
بنزین طوری طراحی شده که در موتور خودروها تنها با یک جرقه به احتراق برسد. پیش از احتراق بایستی در محدودهٔ اشتعال‌پذیری خود با هوا ترکیب شده و در دمایی بالاتر از نقطهٔ اشتعال آن حرارت ببیند و سپس موتور به‌وسیلهٔ شمع مشتعل گردد. سوخت نبایستی در موتور داغ، خودبه‌خود مشتعل گردد؛ بنابراین بنزین طوری طراحی شده تا نقطهٔ اشتعال پایین و دمای خود-احتراقی بالایی داشته باشد.
نقطهٔ اشتعال سوخت دیزلی بین ۵۲ تا ۹۶ درجهٔ سانتی‌گراد متغیر است. دیزل برای استفاده در موتورهای با تراکم بالا (های کمپرسیون) طراحی شده‌است. در این موتورها، هوا تا زمانی که بالای دمای خود-احتراقی دیزل برسد فشرده می‌شود؛ سپس سوخت همانند یک افشانهٔ فشار قوی، هم‌زمان با نگهداشتن مخلوط هوا و سوخت در محدودهٔ اشتعال‌پذیری آن‌ها، به درون موتور تزریق می‌شود. هیچ منبع احتراقی وجود ندارد؛ بنابراین سوخت دیزلی طوری طراحی شده که نقطهٔ اشتعال بالا و دمای خود احتراقی پایینی داشته باشد.
نقطهٔ اشتعال‌های سوخت جت، بسیار متغیر و متنوع هستند. هم Jet A و هم Jet A-1 نقطهٔ اشتعال‌هایی بین ۳۸ و ۶۶ درجهٔ سانتی‌گراد و نزدیک به نفت چراغ دارند. درحالی‌که هم Jet B و هم JP-4 نقطهٔ اشتعال‌هایی بین ۲۳- و ۱- دارند.
| سوخت                    | نقطهٔ اشتعال                                   | دمای خود احتراقی                          |
| ----------------------- | --------------------------------------------- | ----------------------------------------- |
| اتانول (۷۰٪)            | ۱۶٫۶ درجهٔ سانتی‌گراد (۶۱٫۸۸ درجهٔ فارنهایت)     | ۳۶۳ درجهٔ سانتی‌گراد (۶۸۵٫۴۰ درجهٔ فارنهایت) |
| بنزین                   | -۴۳ درجهٔ سانتی‌گراد (-۴۵ درجهٔ فارنهایت)        | ۲۴۶ درجهٔ سانتی‌گراد (۴۹۵ درجهٔ فارنهایت)    |
| دیزل                    | >۶۲ درجهٔ سانتی‌گراد (۱۴۳ درجهٔ فارنهایت)        | ۲۱۰ درجهٔ سانتی‌گراد (۴۱۰ درجهٔ فارنهایت)    |
| سوخت جت                 | >۶۰ درجهٔ سانتی‌گراد (۱۴۰ درجهٔ فارنهایت)        | ۲۱۰ درجهٔ سانتی‌گراد (۴۱۰ درجهٔ فارنهایت)    |
| نفت سفید (روغن پارافین) | >۳۸–۷۲ درجهٔ سانتی‌گراد (۱۰۰–۱۶۲ درجهٔ فارنهایت) | ۲۲۰ درجهٔ سانتی‌گراد (۴۲۸ درجهٔ فارنهایت)    |
| روغن گیاهی (کانولا)     | ۳۲۷ درجهٔ سانتی‌گراد (۶۲۰ درجهٔ فارنهایت)        | ۴۲۴ درجهٔ سانتی‌گراد (۷۹۵ درجهٔ فارنهایت)    |
| زیست‌دیزل                | >۱۳۰ درجهٔ سانتی‌گراد (۲۶۶ درجهٔ فارنهایت)       | -                                         |

## استانداردسازی
نقطهٔ اشتعال مواد بر اساس روش‌های استاندارد آزمایش اندازه‌گیری می‌شوند. این روش‌های آزمایش، نوع دستگاه مورد نیاز برای اندازه‌گیری، پارامترهای کلیدی، روش کار اپراتور یا دستگاه خودکار و میزان دقت روش تست را تعیین می‌کنند. روش‌های استاندارد آزمایش توسط کمیته‌های ملی و بین‌المللی بسیاری نوشته و کنترل می‌شوند که مهم‌ترین آن‌ها CEN / ISO Joint Working Group on Flash Point (JWG-FP), ASTM D02.8B Flammability Section و the Energy Institute's TMS SC-B-4 Flammability Panel هستند.